# Vrtača, Kostanjevica na Krki
Vrtača este o localitate din comuna Kostanjevica na Krki, Slovenia, cu o populație de 9 locuitori.